# Heaven Metal
Heaven Metal (av heaven + heavy metal) är ett studioalbum från 1999 av den svenska hårdrocksgruppen Black Ingvars. På albumet sjunger de kristna sånger.
Många av låtarna på albumet är så kallade Mash Ups. Exempelvis kommer musiken från medleyt ursprungligen från Let's Go Crazy av Prince.

## Låtlista
1. Gospelmedley
2. Pärleporten
3. Ovan där (We Will Understand Him Better by and By)
4. Den blomstertid nu kommer Smashupsmusik: ”My Sharona” av The Knack.
5. Han är min sång och min glädje (There Goes My Everything)
6. Där rosor aldrig dör (Where Roses Never Fade)  Smashupsmusik: ”Living After Midnight” av Judas Priest.
7. Jag har hört om en stad ovan molnen
8. Guldgrävarsången
9. Jag är en ung godtemplartjej
10. Barnatro
11. Bygg upp en himmel

## Listplaceringar
| Lista (1999) | Topplacering |
| ------------ | ------------ |
| Sweden       | 22           |

### Fotnoter
1. ↑  ”Heaven Metal”. Svensk mediedatabas. 5 mars 1999. http://smdb.kb.se/catalog/id/001519248. Läst 15 november 2014.
2. ↑  ”Heaven Metal”. Swedishcharts. 5 mars 1999. http://www.swedishcharts.com/showitem.asp?interpret=Black+Ingvars&titel=Heaven+Metal&cat=a. Läst 15 november 2014.